# Vetterik
Vetterik is een buurtschap in de gemeente Bergen op Zoom in de Nederlandse provincie Noord-Brabant. Het ligt ten zuiden van Halsteren, tussen Spinolaberg en Nieuwe Molen.
Stad: Bergen op Zoom      Dorpen: Halsteren · Lepelstraat

Buurtschappen: Heihoefke · Heimolen · Kijkuit · Kladde · Klutsdorp · Nieuwe Molen · Oude Molen · Slikkenburg · Spinolaberg · Vetterik · Waterkant · Zuidgeest

Noord-Brabant: Steden en dorpen      Nederland: Provincies · Gemeenten